# "Weird Al" Yankovic
Alfred Matthew Yankovic (Downey, 23. listopada 1959.), poznatiji kao "Weird Al" Yankovic, je američki pjevač, glumac, tekstopisac, te glazbeni i filmski producent. Najpoznatiji je po duhovitim parodijama popularnih pjesama. Od početka svoje glazbene karijere 1979. godine do danas prodao više od 12 milijuna primjeraka albuma., te je održao više od tisuću nastupa uživo. Također je, uz devet nominacija, tri puta osvajao Grammy, četiri zlatne, te tri platinaste ploče.   
Uz snimanje albuma, Yankovic je režirao glazbene videospotove, te je nastupao u televizijskim emisijama kao što su Simpsoni, Behind the Music, Johnny Bravo, Space Ghost Coast to Coast, The Grim Adventures of Billy & Mandy, Tim and Eric Awesome Show, Great Job!, Transformers: Animated, te u svojem vlastitom filmu UHF.

## Životopis
"Weird Al" je rođen 23. listopada 1959. u gradu Downey u Kaliforniji, kao jedino dijete Nicka Louisa Yankovica, Amerikanca jugoslavenskoga  podrijetla, te Mary Elizabeth, Amerikanke talijanskog i engleskog podrijetla, te je odrastao u obližnjem gradiću Lynwood, također u Kaliforniji.

## Diskografija
| Album                                                    | Godina |
| -------------------------------------------------------- | ------ |
| "Weird Al" Yankovic                                      | 1983.  |
| "Weird Al" Yankovic in 3-D                               | 1984.  |
| Dare to Be Stupid                                        | 1985.  |
| Polka Party!                                             | 1986.  |
| Even Worse                                               | 1988.  |
| "Weird Al" Yankovic's Greatest Hits                      | 1988.  |
| UHF - Original Motion Picture Soundtrack and Other Stuff | 1989.  |
| Off the Deep End                                         | 1992.  |
| The Food Album                                           | 1993.  |
| Alapalooza                                               | 1993.  |
| Permanent Record: Al in the Box                          | 1994.  |
| Greatest Hits Volume II                                  | 1994.  |
| The TV Album                                             | 1995.  |
| Bad Hair Day                                             | 1996.  |
| Running with Scissors                                    | 1999.  |
| Poodle Hat                                               | 2003.  |
| Straight Outta Lynwood                                   | 2006.  |
| Alpocalypse                                              | 2011.  |

### Cameo uloge i nastupi u filmovima
- Tapeheads - 1988.
- Goli pištolj - 1988.
- UHF - 1989.
- Parker Lewis Can't Lose - 1991.
- Goli pištolj 2½: Miris straha - 1991.
- Goli pištolj 33⅓: Konačna uvreda - 1994.
- Špijuniraj muški - 1996.
- Safety Patrol - 1997.
- Nothing Sacred - 1998.
- Desperation Boulevard - 2002.
- Haunted Lighthouse - 2003.
- The Brak Show - 2005.
- Ren & Stimpy - 2006.
- Nerdcore Rising - 2008.
- Weird: The Al Yankovic Story - 2022.

## Vanjske poveznice
- Službena stranica
- Weird Al Wiki